# علامة استرانسكي
علامة استرانسكي (بالإنجليزية: Stransky's sign)‏ علامة سريرية يحدث فيها تبعيد (abduction) قوي يتبعه تحرير مفاجئ لإصبع القدم مسببه رد فعل أخمصي لباطن القدم. توجد في المرضى الذين يعانون من أمراض السبيل القشري النخاغي الذي يحوي على العصبونات الحركية السفلية التي تتحكم بحركات الأطراف. ويتعبر أحد الاستجابات المشابهة لبابينسكي.
تم تسمية العلامة على اسم طبيب الأعصاب إروين سترانسكي (1877-1962). 